# Asarkina ayyari
Asarkina ayyari är en tvåvingeart som beskrevs av Ghorpade 1994. Asarkina ayyari ingår i släktet Asarkina och familjen blomflugor. Inga underarter finns listade i Catalogue of Life.